# Acanthophyes mimus
Acanthophyes mimus är en insektsart som beskrevs av Rauno E. Linnavuori 1973. Acanthophyes mimus ingår i släktet Acanthophyes och familjen hornstritar. Inga underarter finns listade i Catalogue of Life.